# Hamacanthidae
Hamacanthidae är en familj av svampdjur. Hamacanthidae ingår i ordningen Poecilosclerida, klassen horn- och kiselsvampar, fylumet svampdjur och riket djur. Enligt Catalogue of Life omfattar familjen Hamacanthidae 27 arter. 
Kladogram enligt Catalogue of Life och Dyntaxa:
| Hamacanthidae | \| \| Hamacantha \| \| \| \| \| \| Pozziella \| \| \| \| |
|               | \| \| Hamacantha \| \| \| \| \| \| Pozziella \| \| \| \| |
|               | Acarnidae                                                |
|               |                                                          |
|               | Anchinoidae                                              |
|               |                                                          |
|               | Chondropsidae                                            |
|               |                                                          |
|               | Cladorhizidae                                            |
|               |                                                          |
|               | Coelosphaeridae                                          |
|               |                                                          |
|               | Crambeidae                                               |
|               |                                                          |
|               | Crellidae                                                |
|               |                                                          |
|               | Dendoricellidae                                          |
|               |                                                          |
|               | Desmacellidae                                            |
|               |                                                          |
|               | Desmacididae                                             |
|               |                                                          |
|               | Esperiopsidae                                            |
|               |                                                          |
|               | Guitarridae                                              |
|               |                                                          |
|               | Hymedesmidae                                             |
|               |                                                          |
|               | Hymedesmiidae                                            |
|               |                                                          |
|               | Iophonidae                                               |
|               |                                                          |
|               | Iotrochotidae                                            |
|               |                                                          |
|               | Isodictyidae                                             |
|               |                                                          |
|               | Latrunculiidae                                           |
|               |                                                          |
|               | Merliidae                                                |
|               |                                                          |
|               | Microcionidae                                            |
|               |                                                          |
|               | Mycalidae                                                |
|               |                                                          |
|               | Myxillidae                                               |
|               |                                                          |
|               | Phellodermidae                                           |
|               |                                                          |
|               | Phoriospongidae                                          |
|               |                                                          |
|               | Podospongiidae                                           |
|               |                                                          |
|               | Raspailiidae                                             |
|               |                                                          |
|               | Rhabderemiidae                                           |
|               |                                                          |
|               | Sollasellidae                                            |
|               |                                                          |
|               | Tedaniidae                                               |
|               |                                                          |
|               | Hamacantha                                               |
|               |                                                          |
|               | Pozziella                                                |
|               |                                                          |

|  | Hamacantha |
|  |            |
|  | Pozziella  |
|  |            |